# Prunus brachybotrya
Prunus brachybotrya là loài thực vật có hoa trong họ Hoa hồng. Loài này được Zucc. miêu tả khoa học đầu tiên năm 1836.

## Hình ảnh

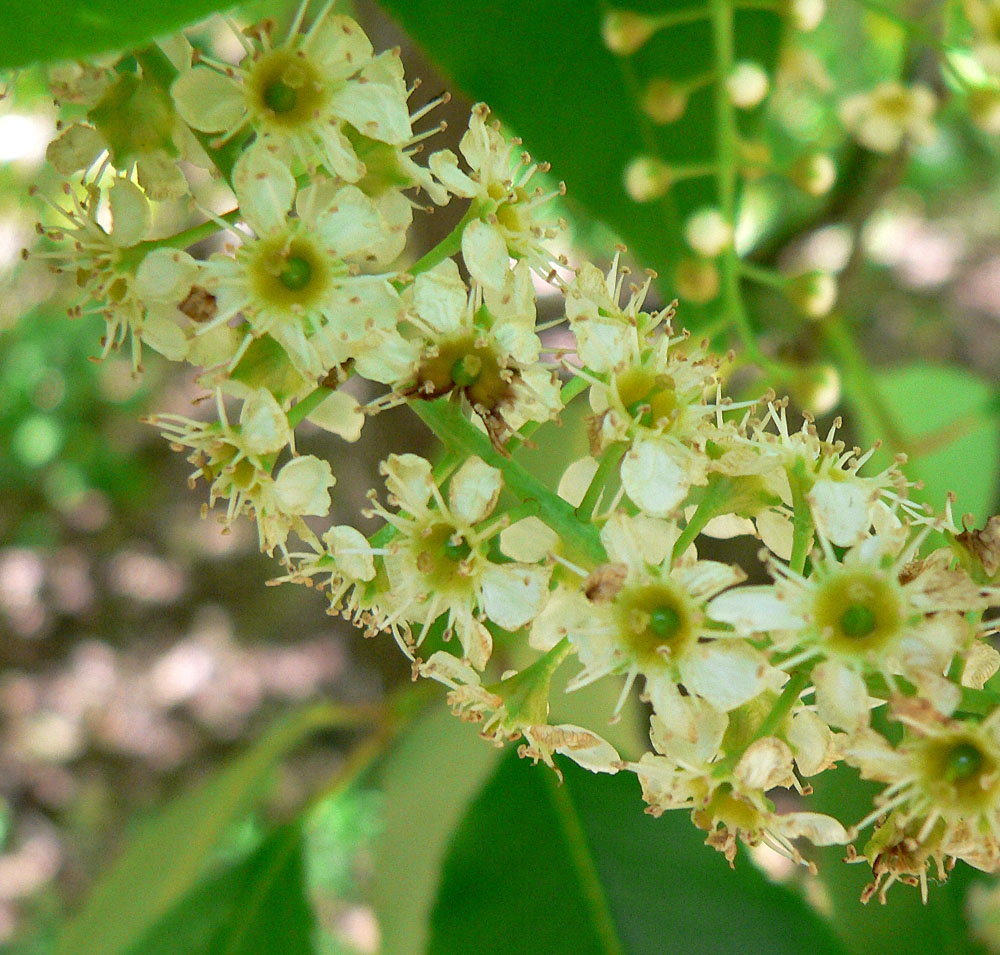
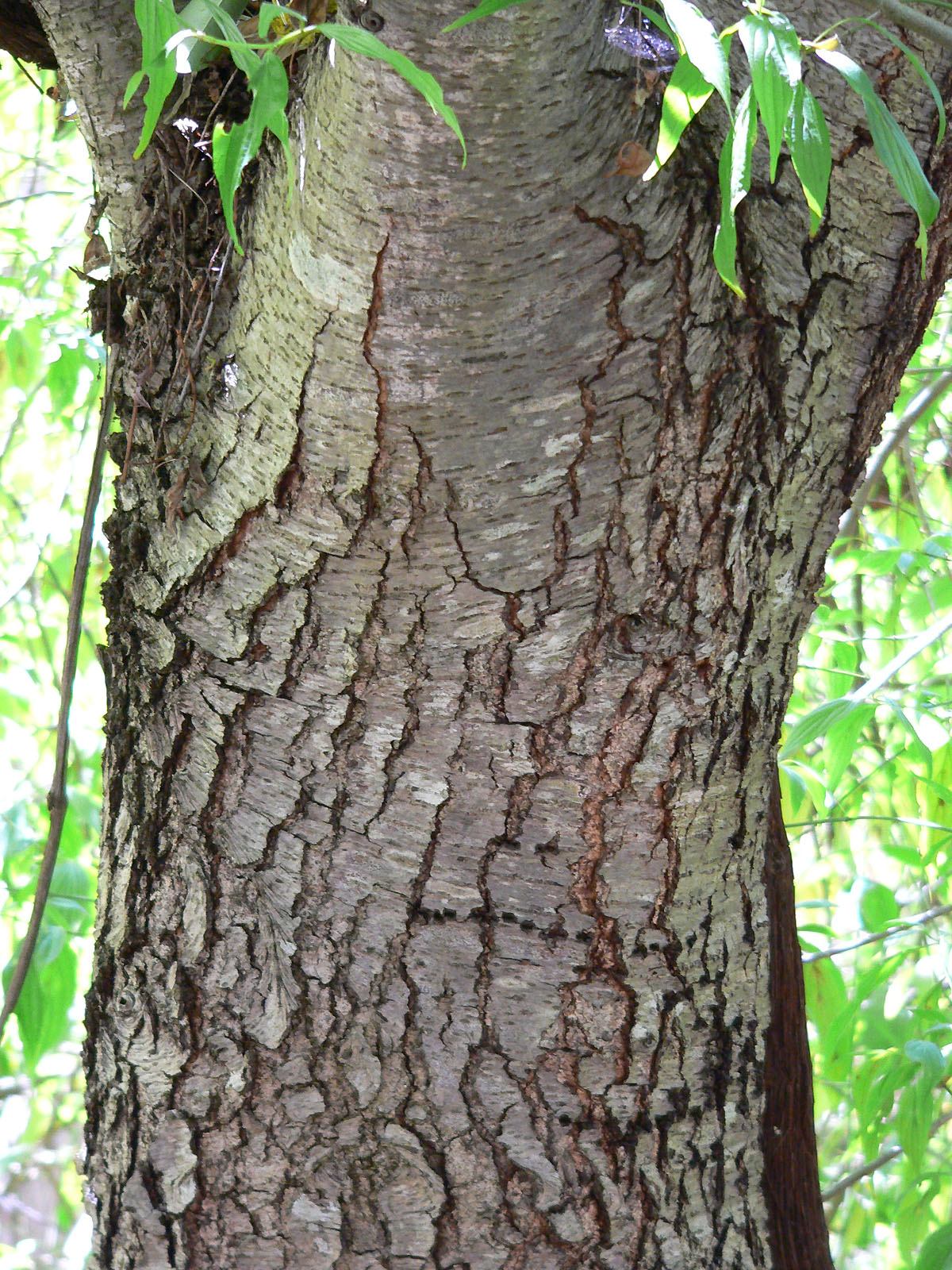
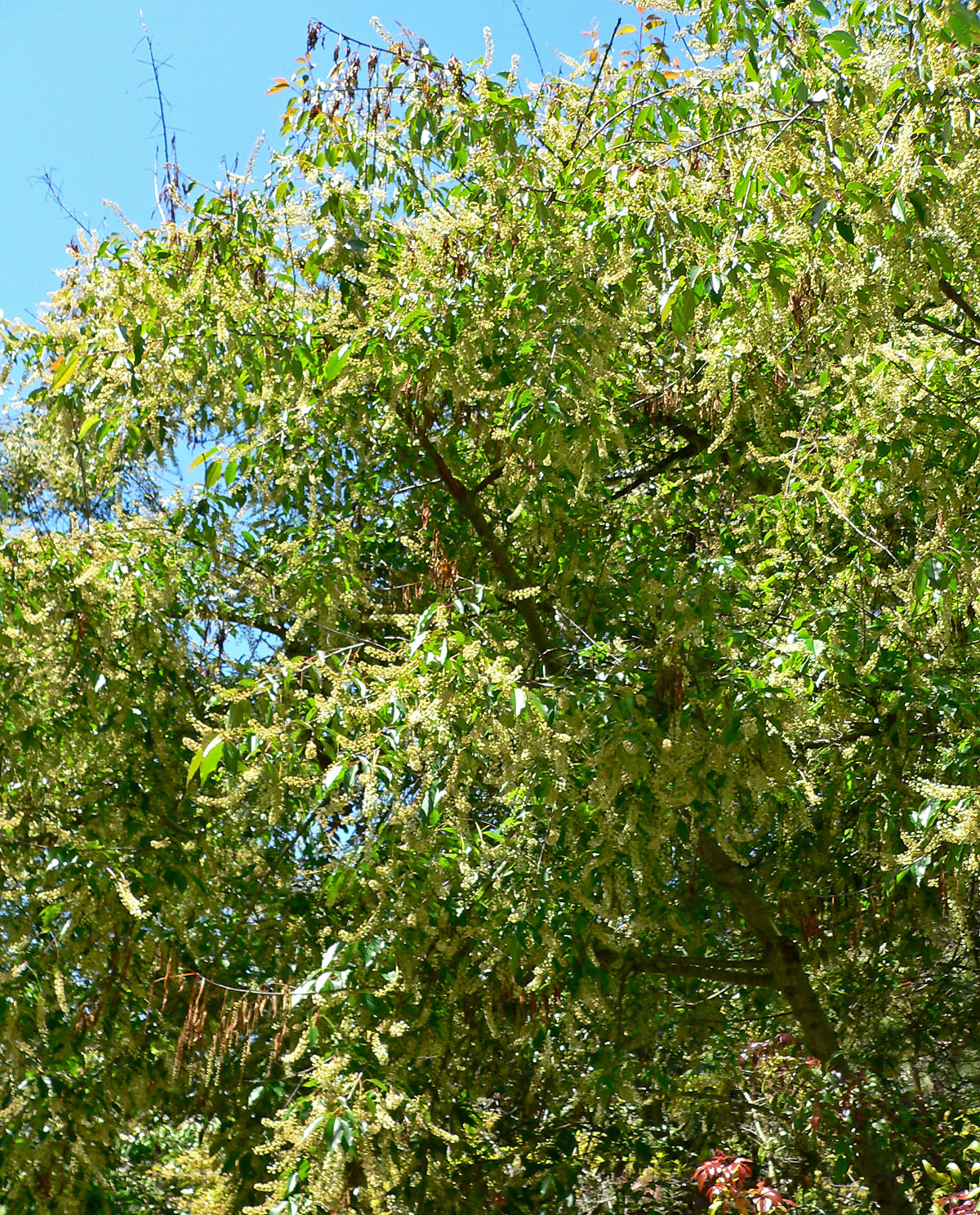
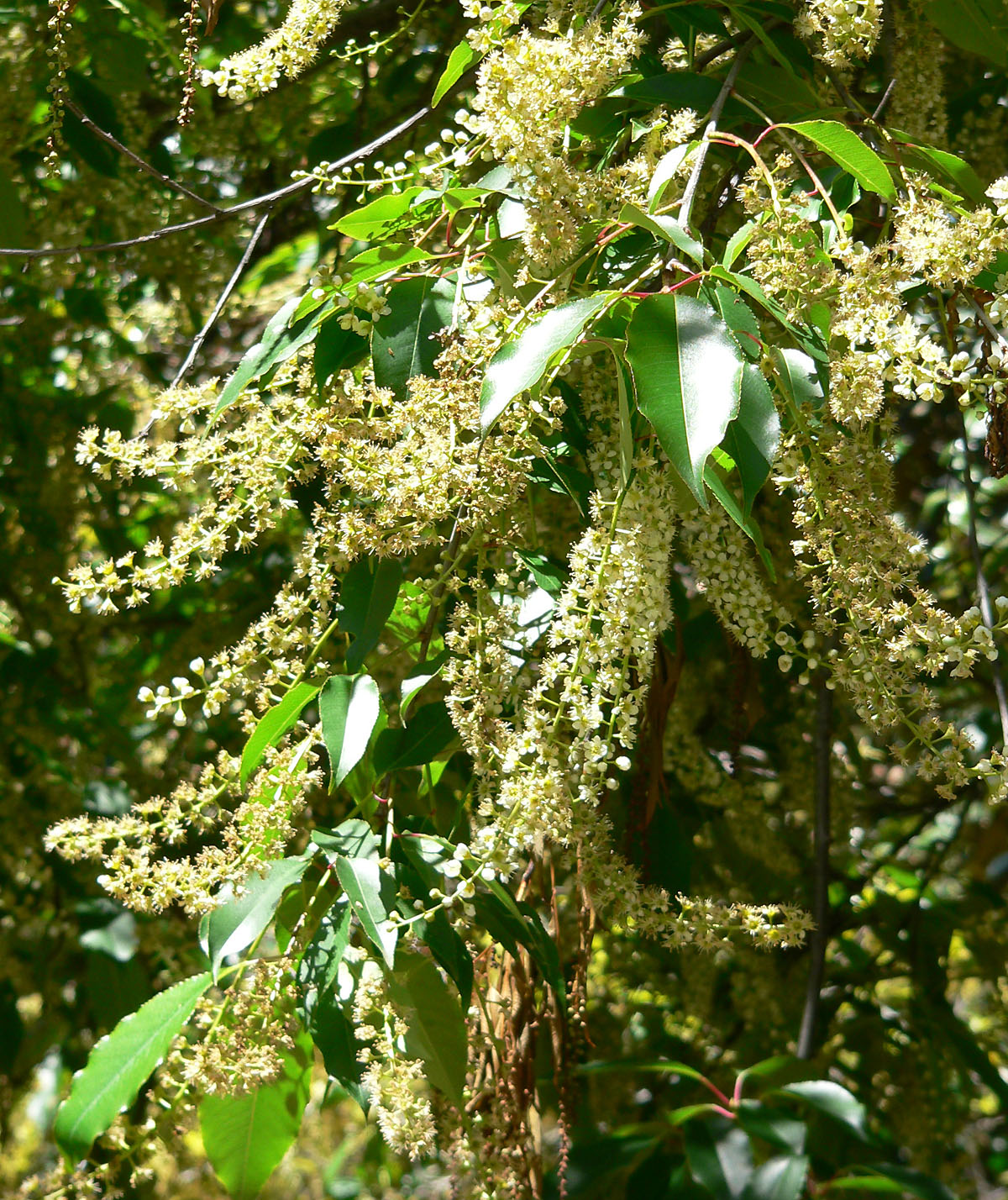